# Кингмън (окръг, Канзас)
Окръг Кингмън (на английски: Kingman County) е окръг в щата Канзас, Съединени американски щати. Площта му е 2246 km², а населението - 7975 души. Административен център е град Кингмън.